# ۱۵ اسفند
۱۵ اسفند سیصد و پنجاه و یکمین روز سال در گاه‌شماری خورشیدی است. به پایان سال ۱۴ روز (۱۵ روز در سال کبیسه) باقی‌است.

## رویدادها
- ۵۰۸ - زمین‌لرزه ۵۰۸ جبال[۱]

## مناسبت‌ها
- روز درختکاری[۲]

## زادروزها
- ۱۳۱۲ - اسدالله عسگراولادی، بازرگان و رئیس اتاق بازرگانی و صنایع ایران و چین در جمهوری اسلامی
- ۱۳۳۳ - محمد نهاوندیان، سیاستمدار، مدرس دانشگاه و اقتصاددان
- ۱۳۴۴ - فرهاد قائمیان، بازیگر
- ۱۳۵۸ - مرتضی اسدی، بازیکن فوتبال
- ۱۳۶۱ - آندرانیک تیموریان، بازیکن فوتبال

## درگذشت‌ها
- ۱۳۶۱ - حسینقلی مستعان، نویسنده
- ۱۳۷۳ - محمد زهری، شاعر
- ۱۳۸۹ - آلنوش طریان، فیزیک‌دان ارمنی‌های ایران
- ۱۳۹۰ - فیروز (بازیگر)، رزمی‌کار و بازیگر
- ۱۳۹۴ - سید رضا برقعی مدرس، او پس از پیروزی انقلاب ۱۳۵۷ نماینده سید روح‌الله خمینی در کشورهای حاشیه خلیج فارس بود
- ۱۳۹۷ - یاسمین، خواننده